# Сплави золота

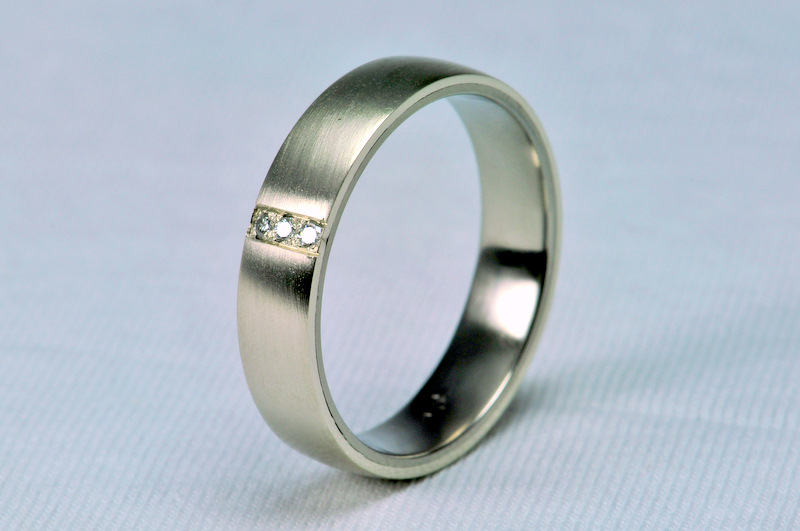
Обручка, виготовлена з білого золота

Спла́ви зо́лота — сплави на основі золота. Золото сплавляють з іншими металами (лігатурами) з метою зміни властивостей вихідного матеріалу, а також його економії. Для легування переважно використовують срібло та мідь, рідше платину, родій, цинк, олово, свинець, залізо, бісмут, алюміній, нікель, кадмій, галій тощо. Відомі також природні сполуки золота з металами та неметалами.

## Вплив лігатур на властивості сплавів золота
Срібло надає сплаву золота м'якості, ковкості, знижує температуру плавлення та змінює його колір. У міру додавання срібла колір сплаву зеленіє, переходячи до жовто-зеленого; при вмісті срібла понад 30 % колір стає жовто-білим і блідне зі зростанням вмісту срібла; при вмісті у сплаві 65 % срібла колір сплаву стає білим.
Мідь підвищує твердість сплаву, зберігаючи ковкість та в'язкість. Такі сплави при куванні зміцнюються. Сплав набуває червонуватих відтінків, що посилюються в міру підвищення процентного вмісту міді; при вмісті 14,6 % міді сплав стає яскраво-червоним. При подальшому збільшенні її масової частки поверхня сплаву темніє. Однак, мідь знижує антикорозійні властивості сплаву золота.
Паладій підвищує температуру плавлення сплаву золота й різко змінює його колір — при вмісті у сплаві 10 % паладію злиток забарвлюється у білий колір. Пластичність і ковкість сплаву зберігаються.
Нікель змінює колір сплаву на блідо-жовтий, підвищує твердість. Наявність нікелю підвищує плинність розплаву, а значить, покращує ливарні характеристики.
Платина забарвлює сплав золота у білий колір інтенсивніше від паладію, підвищує температуру плавлення, збільшує крихкість. Жовтизна втрачається вже при вмісті 8,4 % платини у сплаві. Різко підвищується температура плавлення сплаву. При підвищенні вмісту платини до 20 % зростають пружні властивості сплаву.
Кадмій у складі сплаву різко знижує температуру плавлення, але зберігає ковкість і пластичність сплаву.
Цинк різко знижує температуру плавлення сплаву, підвищує плинність його, надає сплаву крихкості вже при вмісті його 0,3 % та забарвлення із зеленуватим відтінком.
Незначні домішки стануму, бісмуту або свинцю надають сплавам золота крихкості.
Участь та частка кожного компонента у сплаві золота визначається залежно від властивостей, які повинен мати сплав.

## Види сплавів золота
Сплави золота бувають сполуками хімічного типу (інтерметаліди), механічними сумішами або твердими розчинами.
Сплав золота з ртуттю (амальгама золота) — інтерметалічна сполука ртуті і золота Au2Hg3 за кімнатної температури може перебувати у рідкому стані. З низкою металів золото утворює інтерметалічні сполуки — ауриди. Наприклад, при сплавлянні золота з галієм (31,5 %) виникають інтерметалічні фази AuGa і AuGa2.
Сплав золота і срібла є твердим розчином. При сплавлянні золота й міді утворюються тверді розчини, температура плавлення яких нижча більше ніж на 100 °С від температури плавлення чистої міді.

## Одиниці вимірювання вмісту золота у сплавах та маркування сплавів

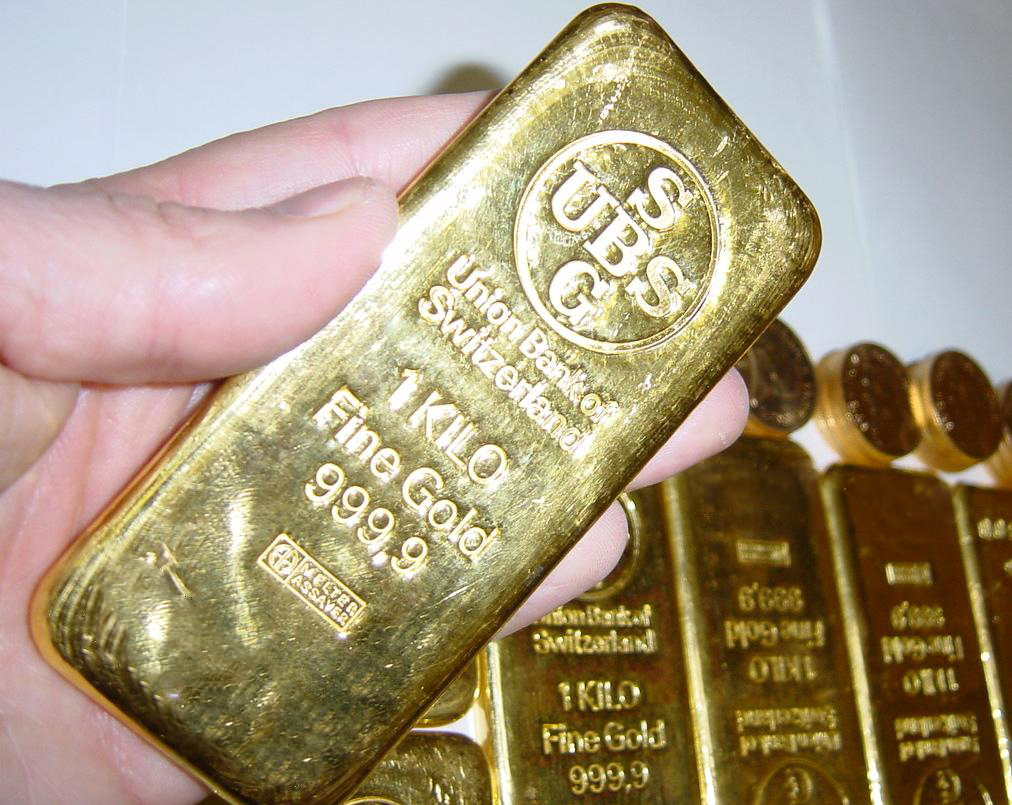
Банківський злиток золота високої проби

У ювелірних виробах, монетах, медалях та стоматології відносний вміст золота оцінюють у каратах або за метричною системою. Чистому золоту відповідає 24 карати. Якщо сплав складається із золота наполовину, то його оцінюють у 12 каратів, якщо на 3/4 — 18 каратів і так далі. У метричній системі використовують пробу, яка показує, скільки грамів золота міститься в 1 кг сплаву золота (або скільки частин золота в 1 тис. частин його сплаву). Так, наприклад, 18-каратне золото має пробу 750. Стандартними прийнято вважати проби 350, 500, 583, 750 і 958. Склад сплавів, які застосовують у техніці, визначають і вказують у масових (вагових) або атомних відсотках вмісту легуючого елемента (1 ат. % означає, що на 100 атомів сплаву припадає 1 атом даного елемента).
Відповідно до Державного стандарту України у найменуваннях марок сплавів золото позначають як Зл, срібло — Ср, платину — Пл, мідь — М, паладій — Пл, кадмій — Кд, нікель — Н; цифри за символом, вказують на номінальний вміст того чи іншого компонента в сплаві у масовій долі (у %). Наприклад, сплав золота марки ЗлСрМ 97-2 містить 96,7…97,3 % масових частин золота, 1,7…2,3 % — срібла, решта — мідь; сплав золота марки ЗлПд 84-16 відповідно — 83,5…84,5 % золота, 15,5…16,5 % паладію, інше (0,1 %) — платина, іридій, родій.

## Використання
Сплави золота знайшли застосування:
- у ювелірній справі, як матеріал для виготовлення прикрас;
- у стоматології, як матеріал для протезування зубів;
- техніці і у першу чергу, електротехніці, як матеріал для електричних контактів, резисторів, терморезисторів, припоїв тощо

### У ювелірній справі

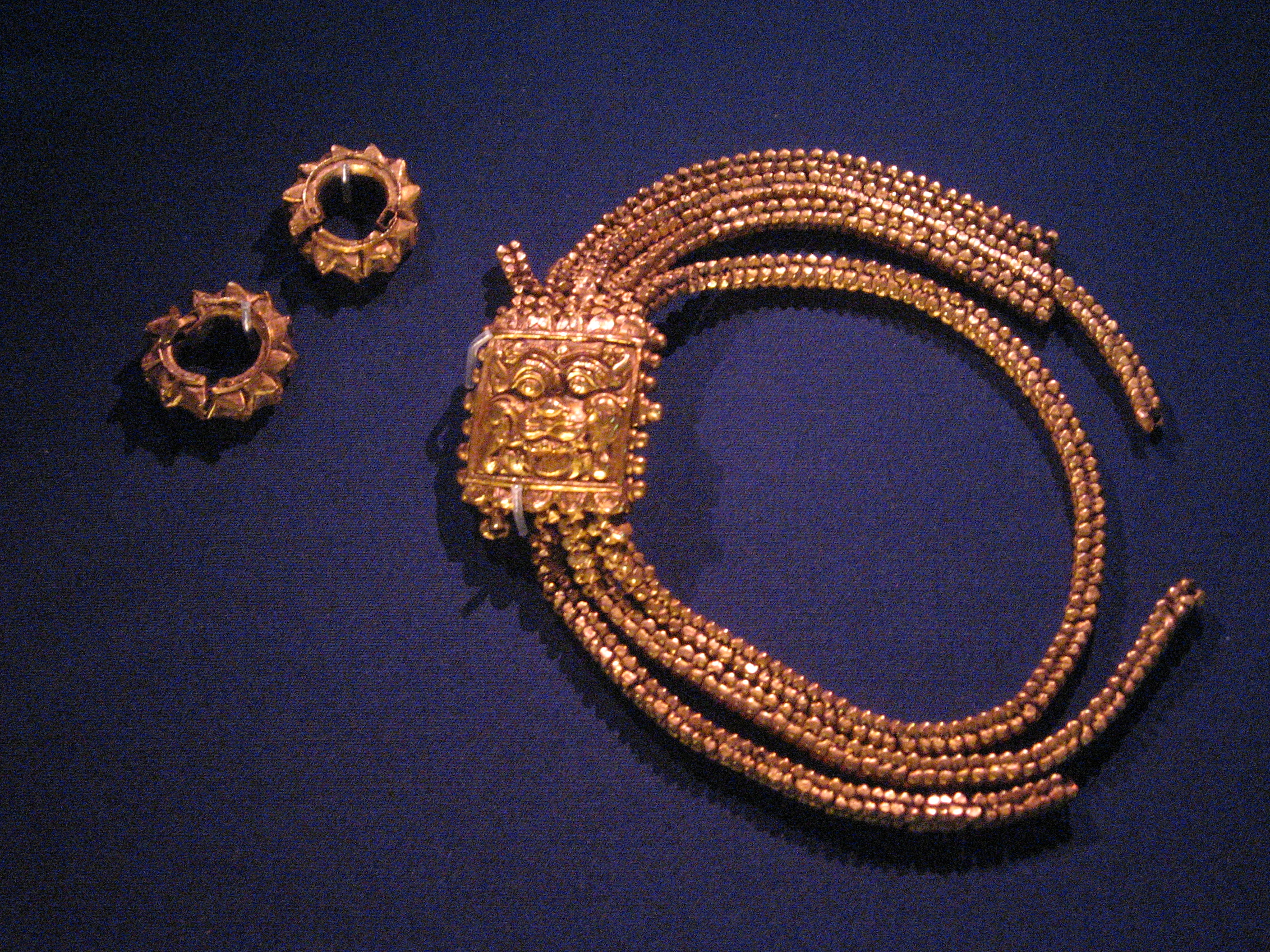
Золоті ювелірні вироби

Властивість сплавів золота змінювати колір залежно від компонентів із давніх часів використовують у ювелірному мистецтві. Більшість сплавів виготовляють плавленням технічно чистих матеріалів відомого складу та з дотриманням спеціальних технологій. Сплави золота виплавляють у графітових тиглях, оскільки графіт забезпечує захисне середовище; при виготовленні сплавів золота із платиною тиглі покривають обпаленим вапном. Тонкі шари покриття сплавами золота одержують гальванічним способом, електронно-променевим напилюванням, імплантацією тощо.
Високопробні сплави золота, зокрема ювелірний сплав ЗлСрМ958-20, що має високу пластичність, прокатують без проміжного нагрівання. Ювелірні вироби виготовляють також із так званого білого золота (70…80 % Аu, 0…20 % Сu, 0,5…10 % Zn, 2…20 % Cd, 2…10 % Ni, 0,20 % Pd), якому легко надавати належної форми у холодному стані. У ювелірній промисловості часто використовуються сплави систем «золото-паладій-срібло» (марки сплавів: ЗлСрПд 585-255-160, ЗлСрПд 750-100-150) і «золото-нікель-мідь-цинк» (ЗлНЦМ 585-12,5-4, ЗлНЦМ 750-7,5-2,5) , що носять назву «біле золото» через їх біле забарвлення.
Для виготовлення різноманітних виробів із золота застосовують також технології кування, зварювання, паяння. Амальгаму одержують електролізом солі металу із ртутним катодом, взаємодією металу із ртуттю.
Склад сплавів визначають  методом пробірного аналізу, а також методами спектроскопії. Існують методи визначення проби сплавів золота із застосуванням  пробірних каменів,  голок і спеціальних хімічних розчинів.
Для виготовлення більшості золотих монет використовують такі сплави золота: дукатне золото (23 карати 8 гран) відповідає пробі 985, кронове золото (22 карати) — 917 проба, пістольне золото (21 кар 9 гран) — 906 проба.

### У стоматології

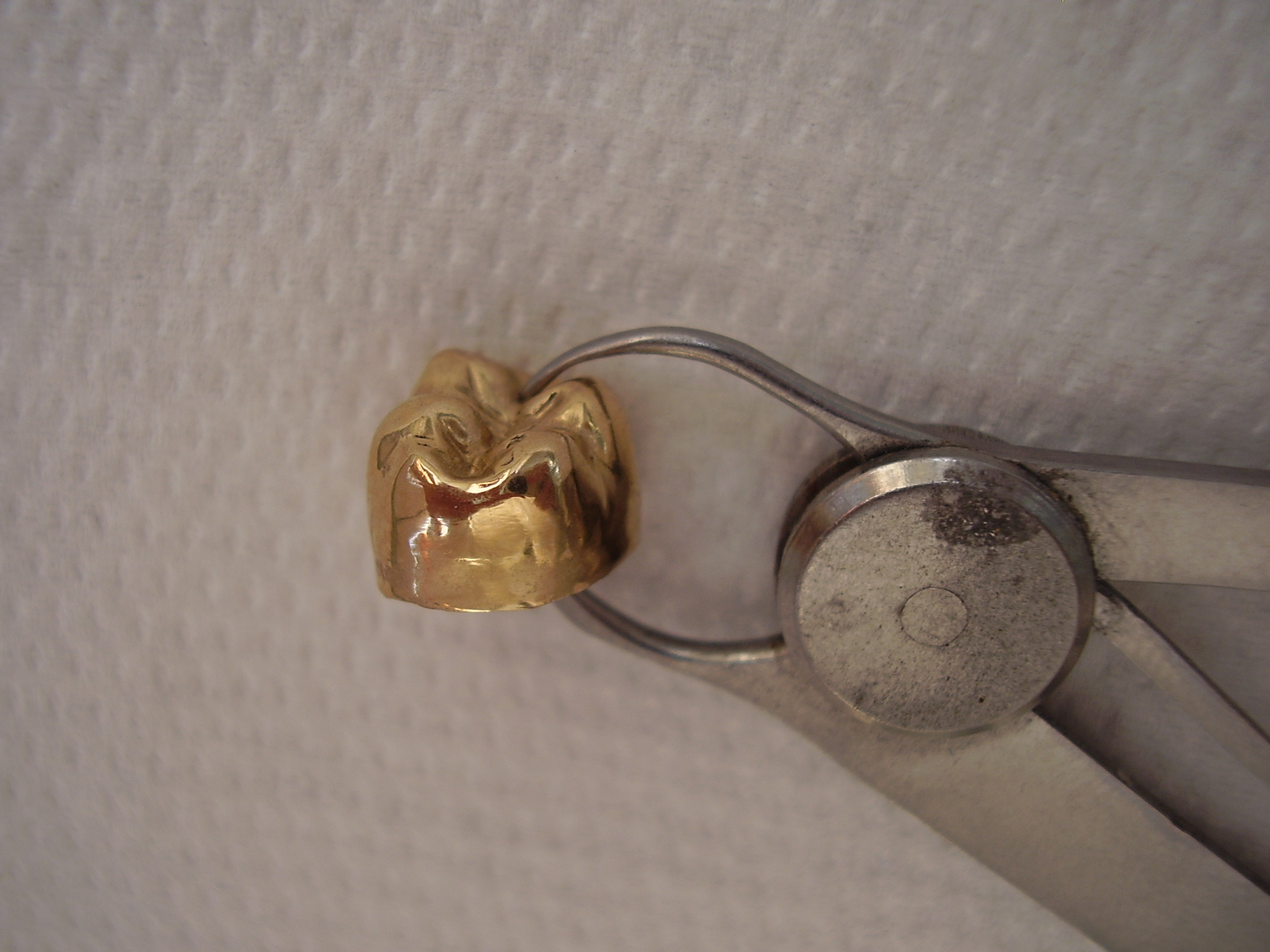
Золота зубна коронка

Сплави золота, що містять благородні метали платинової групи, а також залізо, цинк та індій, застосовують у зубопротезній справі. Такі сплави стійкі до стирання, у них добрі ливарні властивості, їх легко обробляти і сплавляти з порцеляною. У зубному протезуванні знайшли застосування такі сплави золота:
- Сплав 916-ї проби: 91,6 % золота, 4,2 % срібла та 4,2 % міді. Сплав має красивий жовтий колір, не окиснюється і легко обробляється. Використовується для виготовлення мостовидних протезів, коронок, вкладок, напівкоронок, фасеток.
- Сплав 750-ї проби: 75 % золота, 8,3 % срібла та 16,7 % міді. Після додавання 10 % кадмію, який понижує температуру плавлення, застосовується як припій до сплаву 916-ї проби. Сплав золота 750-ї проби з додаванням 8…10 % платини має підвищену пружність та міцність і мінімальну усадку. Є найкращим матеріалом для кламерів, пружин, напівкоронок, вкладок та штифтів.
- Сплав 583-ї проби: 58,3 % золота, 13,7 % срібла та 28 % міді. Застосовується для виготовлення кламерів.

### Для технічних цілей

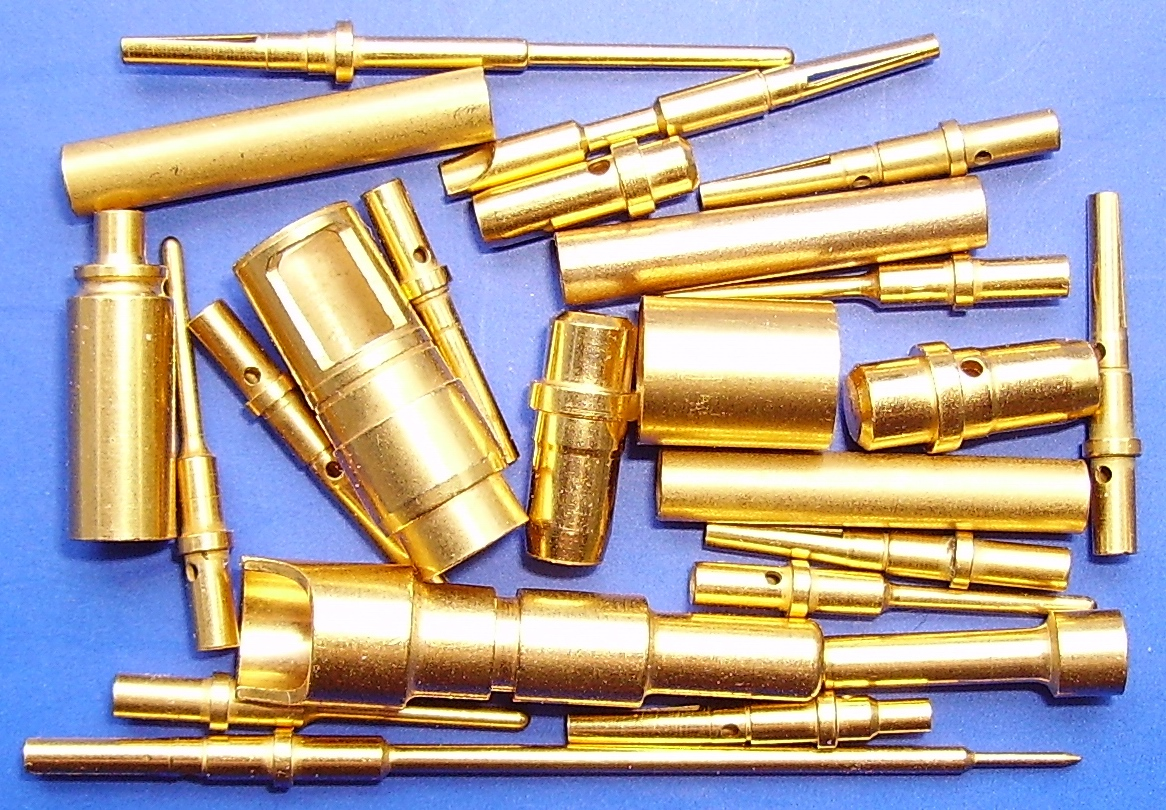
Деталі електричних конекторів із покриттям сплавом золота

Золото та його сплави широко застосовують не лише для виготовлення ювелірних виробів чи у стоматології, а й в електротехніці.
На технічні цілі щорічно витрачають близько 20 % золота. Зі сплавів ЗлСрМ 58,5-8 та ЗлСрМ 90-4 виготовляють ковзні контакти, зі сплаву ЗлСрМ 75-12,5 — електротехнічні провідники, ковзні контакти, зі сплаву ЗлН 95 — ковзні та розривні контакти, зі сплавів ЗлПл 98-2, ЗлПл 95-5 — припої, потенціометри; зі сплаву ЗлПдПл 60-30-10 — термоелектричні термометри; зі сплаву ЗлСрМ 33,3-33,3 — ковзні контакти, пружини.
Злитки сплавів золота відповідального призначення, для виробництва припоїв, тонких листів і дроту виплавляють у вакуумних печах. Значну частину злитків обробляють тиском: волочінням, прокатуванням. При розробленні технологічних процесів гарячого й холодного оброблення враховують температурно-швидкісні умови деформування, оптимальні розміри злитка, коефіцієнти тертя, силові та інші параметри. Для сплавів золота з високою пластичністю при прокатуванні смуг, стрічок і фольги допускають деформацію за один прохід до 50 % і більше.
Сплави золота використовують для захисту від окислів високочутливих елементів у літако- і ракетобудуванні, при зварюванні та паянні вузлів реактивних двигунів, ядерних реакторів; при виготовленні лабораторного устаткування, приладів для хімічних, біологічних і медичних досліджень, радіо- і рентґенапаратурі, годинникових корпусів, для покриття скла будинків, суден, тепловозів. Зі сплавів золота з платиною (50 %) роблять фільєри для виробництва хімічних волокон. Для виготовлення тиглів, кювет і катодних сіток використовують сплави золота зі сріблом і платиною. Сплави золота є необхідним матеріалом для защільнень у космічних апаратах. За допомогою амальгам здійснюють вилучення благородних металів і деяких кольорових металів з руд і концентратів. Солями золота лікують туберкульоз, радіоактивними сплавами золота — злоякісні пухлини.